# رودولف سينل
رودولف سينل فان روين (5 أكتوبر 1546 – 2 مارس 1613)، كان عالمًا لغويًا ورياضيًا هولنديًا تولى التعيينات في جامعة ماربورغ وجامعة لايدن. كان له تأثير على بعض القوى السياسية والفكرية الرائدة في العصر الذهبي الهولندي.